# Anselm Kluge
Anselm Kluge (* 26. November 1950 in Almena) ist ein deutscher Komponist, Musikproduzent, Arrangeur und Dozent.

## Leben und Wirken
Anselm Kluge ist der Sohn von Manfred Kluge und kam 1950 auf der Couch seines Großvaters zur Welt. Gitarre und E-Bass erlernte er autodidaktisch. Von 1959 bis 1963 erhielt er Cello-Unterricht an der Musikakademie Lübeck. Er begann ein Architekturstudium in Stuttgart, anschließend studierte er Germanistik in Hamburg. Ab 1973 war er Bassist in diversen Hamburger Bands, u. a. der Formation KÄNGURU – zusammen mit Peter Weihe, Herb Geller, Udo Dahmen, Frank Hieber und Claus-Robert Kruse. Diese Instrumentalband spielte unter der Leitung von Rolf Kühn zahlreiche Krimi-Musiken ein. In dieser Zeit komponierte und produzierte Kluge auch bereits für Tonträger, Werbung, Film und TV. 1981 und 1982 begleitete er Mario Hené als Tourmusiker.
Seit 1982 ist Anselm Kluge Dozent beim Popkurs Hamburg für die Fächer Rhythm and Groove, Bass und für Bandcoaching. Seit 1994 ist er dort als Professor tätig.
Anselm Kluge lebt in Hamburg.

## Tätigkeit als Komponist und Arrangeur (Auswahl)
- 1985 Bass- und Streicher-Arrangements für Ulla Meinecke Der Stolz italienischer Frauen
- 1986 Arrangement-Auftrag für Konstantin Wecker-Special ORF, Produzent und Arrangeur für Gitte Haenning, Filmmusik Familienbande für NDR
- 1987 diverse Kompositionen für die Sesamstraße
- 1989 Gründung und seitdem Leitung der Brass-Band TÄTÄRÄ – mehr als 1000 Engagements (Stand 2012) darunter zahlreiche Auslandsauftritte, u. a. für das Goethe-Institut (Riga, Tallinn, Warschau, Glasgow, Hongkong, Bombay, Colombo, Istanbul, Lissabon, Guangzhou, Nanjing, Chongqing / China, Abu Dhabi, Dubai), bei der Weltausstellung in Sevilla und Genua, auf der Buchmesse Kairo oder bei der Lord Majors Parade in London. Bisher erschienen drei Tonträger.
- 1989 LP-Produktion Kapitale Burschen für Wigald Boning, Arrangements und Co-Produktion für Julia Neigel, Arrangements für die Bläck Fööss (EMI)
- 1991 Arrangements und Aufnahmen für Die Prinzen mit Annette Humpe – z. B. für den Titel Gabi und Klaus
- 1995 Gründung des labels nullviernull mit Joja Wendt
- 1996 Streicherarrangements für das Pe-Werner-Album etepetete, Produzent des Nils-Landgren-Albums Paint it blue
- 2002 Arrangements für Heinz Rudolf Kunze Rückenwind – erschienen bei WEA Records
- 2006 Bläserarrangements für Mousse T., Ich + Ich (Vom selben Stern), Komposition der Fernsehmusik für Pilawa macht Schule